# Bassett Maguire
Pour les articles homonymes, voir Maguire.
Bassett Maguire (4 août 1904 – 6 février 1991)  est un botaniste américain, et conservateur en chef du Jardin botanique de New York, et chef des expéditions scientifiques des Plateau des Guyanes au Brésil et Venezuela.

## Biographie
Maguire est né à Gadsden (Alabama). Il obtient son doctorat à l'Université Cornell en 1938. En 1931, il est nommé assistant professeur de botanique Université d'État de l'Utah, où il commence le  Intermountain Herbarium et devient son principal collectionneur et conservateur jusqu'en 1942. Il quitte sa fonction en Utah quand il obtient son travail au Jardin botanique de New York en 1943. Maguire occupa au Jardin botanique de New York beaucoup de fonctions : conservateur (1943-1958) ; conservateur en chef (1958-1961) ; Nathanial Lord Britton distinguished senior curator (1961-1971) ; assistant directeur (1968-1969) ; directeur de Botanique (1969-1971, 1974–1975); senior scientist (1972-1974) ; et senior scientist emeritus de 1975 jusqu'à son décès en 1991.
Tandis qu'en Utah, Maguire commence un travail sur l'Intermountain Flora, une fleur de l'espèce des Tracheophyta présente dans la région Intermountain West, mais il abandonne progressivement son travail sur son projet à former ses étudiants Noel Holmgren et Arthur Cronquist (et l'épouse de Holmgren, Patricia Holmgren), alors que ses propres intérêts se tournent de plus en plus vers l'Amérique tropicale. Il mène plusieurs expéditions aux plateau des Guyanes pour ramener des milliers d'échantillons. En 1954, il découvre la riche diversité botanique du cerro de la Neblina ("montagne des Nuages"),. Il prend sa retraite en 1978.
En 1990, à 85 ans, New York Botanical Garden publie un festschrift en son honneur: The Bassett Maguire Festschrift: A Tribute to the Man and His Deeds,édité par William R. Buck, Brian M. Boom, et Richard A. Howard (Memoirs of the New York Botanical Garden Vol. 64).
Il meurt d'une défaillance rénale au Doctors Hospital de Manhattan.

## Récompenses
- David Livingstone Centenary Medal of the American Geographical Society in 1965.
- Sarah Gildersleeve Fife Memorial Award from the Horticultural Society.

## Honneurs
Trois genres des angiospermes ont été nommés d'après lui.
- En 1964, Maguireanthus de la famille Melastomataceae du Guyana[6].
- En 1964, Maguireothamnus de la famille Rubiaceae, du plateau des Guyanes, entre le Guyana et le  Venezuela[7].
- En 1972, Maguireocharis de la famille Rubiaceae, du Venezuela et Brésil[8].

## Travaux
- "Cerro de la Neblina, Amazonas, Venezuela: A newly discovered sandstone mountain". Geographical Review 45/1 (1955): 27–51.
- The Botany of the Guayana Highland: A report of the Kunhardt, the Phelps, and the New York Botanical Garden Venezuela expeditions, 6 parts (New York: New York Botanical Garden, 1953–1965).